# エセックス郡 (オンタリオ州)
エセックス郡（エセックスぐん、英：Essex County）は、カナダのオンタリオ州南西部に位置する地方行政区のひとつ。
郡内に初めて入植が見られたのは18世紀中頃で、フランス人が入植してきたことに始まる。1792年にアッパーカナダによって郡は設立された。産業は農業と製造業において長い歴史を持ち、農業はハウス栽培が特に知られる。郡の西はアメリカの国境と接しており、カナダへの出入国が多い場所のひとつとなっている。また、デトロイトが控えていることから自動車関連産業も盛ん。

## 主な都市
- ウィンザー （Windsor）：行政管轄外
- エセックス （Essex）
- アマーストバーグ （Amherstburg）
- キングスビル （Kingsville）
- レイクショア （Lakeshore）
- ラサール （LaSalle）
- テカムシ （Tecumseh）
- レミントン （Leamington）

## 教育
- ウィンザー大学 （University of Windsor）
- セントクレア・カレッジ （St. Clair College）

## 地理
- ポイント・ピーリー国立公園 （Point Pelee National Park）